# Auðun Helgason
Auðun Helgason (18 giugno 1974) è un ex calciatore islandese, di ruolo centrocampista.

## Carriera

### Club
Dal 2011 al 2013 ha giocato per il Selfoss, nella seconda divisione islandese. In patria ha giocato anche con FH (vincendo la Coppa d'Islanda 2007), Fram, Leiftur e Grindavik. Ha giocato inoltre con formazioni norvegesi (perdendo una finale di coppa nazionale), svedesi, svizzere e belghe.

### Nazionale
Con la nazionale islandese ha marcato 35 presenze segnando una rete contro la nazionale lituana.